# Frisis
Els frisis eren un dels pobles germànics que vivien vora del riu Rin, entre els Països Baixos i Dinamarca. El seu nom habitual és frisons, però els romans els van anomenar frisis (llatí frisii). Foren una branca dels ingevons. Vivien a la regió del Llac Flevo i altres llacs entre el Rin i l'Ems i tenien al sud als brúcters i a l'est als caucis, amb què aviat van fusionar-se. Tàcit esmenta als frisis majors i frisis menors els primers al nord dels actuals Països Baixos i els segons entre els rius Flevus i Amisa a la regió encara anomenada Frísia. Aquests segons són identificats per alguns com els frisiabons de Plini el Vell però no hi ha cap seguretat.
Els frisis es van unir als romans després de la campanya de Drus però l'any 28, irritats per l'opressió del governador Olennius es van revoltar i van obtindre victòries com la batalla del bosc de Baduhenna i Cruptoricis Villa i van expulsar a les guarnicions romanes. Corbuló va intentar sotmetre'ls l'any 47 però va fracassar i fou cridat a Roma. En temps de Neró van envair les terres romanes del Rin però foren rebutjats i els seus reis Verritus i Malorix van anar a Roma a negociar i foren honorats amb la ciutadania romana. Al segle iv es van aliar als saxons als que romanien aliats el segle v, i amb ells van passar a les illes Britàniques i van participar en la seva conquesta. El gruix d'ells va romandre de manera pacífica a Bèlgica i Països Baixos, on encara es parla el frisó o frisi, el seu idioma nadiu.
Molts dels frisis originals haurien emigrat cap a Anglaterra durant les invasions bàrbares dels segles IV a VI. Els frisis de l'època romana que van romandre formen el substrat d'un grup ètnic nou que va prendre el mateix nom, i que va sortir del mestissatge dels Frisi amb els Cananefats, els Angles i els Saxons des del segle iv, i és aleshores que la llengua frisona va crear-se. Els frisons han conservat fins avui dia la seva identitat especialment en parts dels Països Baixos, on el frisó és co-oficial a la província de Frísia. Frisons són també els habitants de l'illa d'Helgoland on es parla el frisó septentrional que també es parla a la costa del Slesvig i a les illes frisones; també romanen alguns nuclis a Alemanya, al territori conegut per Oldenburg (on es parla el frisó oriental).
Els frisons neerlandesos disposen de bandera identitària, i els d'Alemanya disposen d'una bandera regional (separada de la bandera d'Helgoland, tot i que l'illa també l'assumeix). Els frisons de Dinamarca no utilitzen bandera identitària o regional. No existeix un símbol unificat per a tots el frisons repartits entre tres estats.